# Gioviniano
Gioviniano (latino: Iovinianus; ... – 405 circa) è stato un monaco cristiano e teologo romano eretico del V secolo.
Nato a Bergamo nell'anno 349, dopo alcuni anni di vita religiosa a Milano, seguendo un rigido ascetismo, nel 385 cambiò repentinamente condotta: preoccupato per il dilagare nella Chiesa di ascetismo e monachesimo, andò a Roma, cominciando a diffondere il proprio insegnamento e giustificando il suo comportamento con dottrine che scuotevano le fondamenta della morale cattolica, riguardante l'inutilità dei digiuni ascetici fatti senza fede e diventati ormai mero ritualismo, sostenendo che anche un banchetto può servire allo scopo, purché alla fine si renda grazie al Signore; poi anche l'inutilità del celibato - col suo voto di castità -, che egli considerava un dono divino pari a quello del matrimonio, ma non ad esso superiore e che non costituirebbe, agli occhi di Dio, un titolo preferenziale; asserì che la santificazione consisteva semplicemente nel mantenimento della fede e non nell'accrescimento della grazia; negò infine la perpetua verginità di Maria. Fece molti proseliti, a Roma, Milano e Vercelli, che cominciarono a essere chiamati giovinianisti dai suoi avversari. Fu condannato dal concilio di Capua nel 391.
Si difese con l'opera, andata persa, Commentarioli. Girolamo tentò di confutare le sue teorie nella sua opera Adversus Jovinianorum, in due libri, con diverse citazioni bibliche. Sperò nell'aiuto di Teodosio, ma questi lo bandì da Milano, mentre Ambrogio, vescovo di Milano, confermava in un sinodo del 391 la sentenza di Roma. Pure Agostino d'Ippona lo combatté nel De bono coniugali e nel De sancta virginitate.